# Arhopala sintanga
Arhopala sintanga är en fjärilsart som beskrevs av Corbet 1948. Arhopala sintanga ingår i släktet Arhopala och familjen juvelvingar. Inga underarter finns listade i Catalogue of Life.